# Distrito de Koło

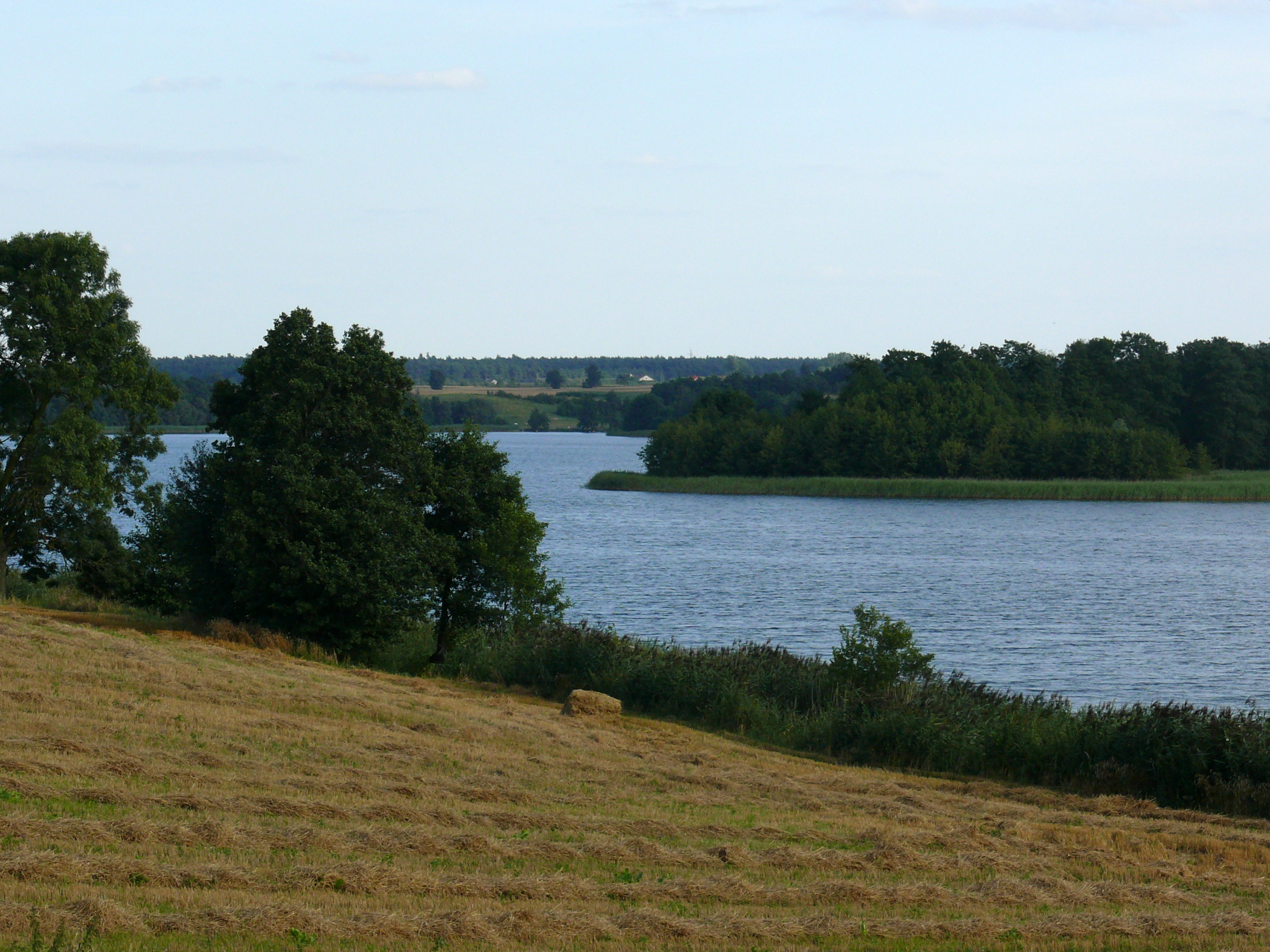
Paisaje en el Distrito de Kolo.

Distrito de Koło es un distrito en Polonia, situado en la parte oriental de Voivodato de Gran Polonia, creado en 1999, durante la reforma administrativa. Su sede se encuentra en la ciudad de Koło. Ocupa un territorio de unos 1011.03 km². Tiene actualmente 88 759 habitantes. Colinda con los distritos de Konin, de Turek (Voivodato de Gran Polonia), de Kutno, de Łęczyca, de Poddębice (Voivodato de Łódź), de Radziejów y de Włocławek (Voivodato de Cuyavia y Pomerania).

## División administrativa
El distrito está dividido en 11 municipios (gmina):
Municipio urbano:
- Gmina Koło

Municipios rurales:
- Gmina Babiak
- Gmina Chodów
- Gmina Grzegorzew
- Gmina Koło
- Gmina Kościelec
- Gmina Olszówka
- Gmina Osiek Mały

Municipios urbano-rurales:
- Gmina Dąbie
- Gmina Kłodawa
- Gmina Przedecz

En el Distrito de Koło se encuentran 4 ciudades:
- Dąbie
- Kłodawa
- Koło
- Przedecz

| División administrativa de Distrito de Koło |                   |                |                  |                   |
| gmina                                       | sede de municipio | superficie km² | población (2004) | densidad hab./km² |
| gmina Babiak                                | Babiak            | 133,58         | 7 901            | 59,1              |
| gmina Chodów                                | Chodów            | 77,97          | 3 529            | 45,3              |
| gmina Dąbie                                 | Dąbie             | 130,06         | 6 717            | 51,6              |
| gmina Grzegorzew                            | Grzegorzew        | 73,43          | 5 572            | 75,9              |
| gmina Kłodawa                               | Kłodawa           | 128,97         | 13 369           | 103,7             |
| miasto Koło                                 | -                 | 13,85          | 23 251           | 1678              |
| gmina Koło                                  | Koło              | 101,88         | 6 952            | 68,2              |
| gmina Kościelec                             | Kościelec         | 105,9          | 6 620            | 62,5              |
| gmina Olszówka                              | Olszówka          | 81,54          | 4 807            | 59,1              |
| gmina Osiek Mały                            | Osiek Mały        | 87,33          | 5 841            | 66,9              |
| gmina Przedecz                              | Przedecz          | 76,52          | 4 327            | 56,5              |

- Datos: Q133180
- Multimedia: Powiat kolski / Q133180